# 17 Lwowski Batalion Strzelców
17 Lwowski Batalion Strzelców – pododdział piechoty 6 Lwowskiej Brygady Piechoty Polskich Sił Zbrojnych.

## Formowanie i zmiany organizacyjne
Za początek formowania batalionu przyjęto dzień 8 września 1941.
W tym dniu przybyło do Tockoje 10 oficerów i 2431 podoficerów i szeregowych. Następnego dnia przydzielono do 3 pułku marszowego 47 oficerów. 17 września przydzielono do pułku 687 żołnierzy. W tym też dniu drogą losowania ustalono numerację pułków piechoty 6 Dywizji Piechoty. 3 pułk marszowy przyjął nazwę 17 pułku piechoty.
25 i 26 lutego 1942 17 pp przegrupował się do Yakkabogʻ w wilajecie kaszkadaryjskim w Uzbekistanie. Po przybyciu na miejsce pułk przystąpił do intensywnego szkolenie.
W dniach 18–22 sierpnia razem z innymi oddziałami 6 Lwowskiej Dywizji Piechoty pułk koleją zostaje przewieziony do Krasnowodska. W dniu następnym na statku „Żdanow” został przewieziony przez Morze Kaspijskie. 24 sierpnia wyokrętował się w Pahlewi w Iranie. Tam po dezynsekcji i wydaniu nowych sortów mundurowych żołnierze zostali zakwaterowani w obozie na plaży nadmorskiej.
W dniach od 5 do 8 września pułk w kilku rzutach przewieziony został transportem samochodowym poprzez Kazwin – Hamadan – Kermanszach do Chanakinu w Iraku.
Tu pułk rozpoczął szkolenie według regulaminów brytyjskich, początkowo na szczeblu batalionu, a później pułku.
W Chanakin mają też miejsce dwa ważne wydarzenia w historii pułku. Pierwsze to święto 6 Dywizji Piechoty, na które przybył gen. Wilson, dowódca 9 Armii, któremu podlegała Armia Polska. W czasie jego pobytu, po mszy, odbyła się defilada oddziałów zakończona ogniskiem żołnierskim. Drugie była wizyta w 17 pp ministra Caseya. Przybył on do miejsca postoju pułku w związku z prowadzoną inspekcją. Wyniki kontroli były pomyślne dla pułku.
Pod koniec września I batalion 17 pułku piechoty przeszedł do Quizil Rabat, a w drugiej połowie października dołączyły do niego pozostałe pododdziały. Przeprowadzono tam reorganizacje pułku. Z dniem 1 listopada został rozwiązany 17 pułk piechoty, a w jego miejsce sformowano 17 batalion strzelców. Po reorganizacji batalion liczył 41 oficerów i 884 podoficerów i szeregowych. 11 listopada batalion po mszy polowej otrzymał broń. Przeglądu batalionu dokonał gen. Michał Tokarzewski-Karaszewicz i dowódca brygady ppłk dypl. Klemens Rudnicki.
Otrzymanie broni przez batalion spowodowało przyspieszenie szkolenia strzeleckiego i taktycznego. Rozpoczęto też szkolenie motorowe. Dostarczono samochody i motocykle dla plutonów rozpoznawczego i moździerzy.
2 stycznia 1943 kilkunastu żołnierzy odeszło do Polskich Sił Powietrznych w Wielkiej Brytanii. Pod koniec lutego przeprowadzone zostały w batalionie ćwiczenia w zakresie jazdy i obsługi samochodu.
W związku z reorganizacją armii według etatów brytyjskich, 7 marca nastąpiło rozwiązanie 6 Dywizji Piechoty Lwów, a 6 Samodzielna Brygada Strzelców już jako 6 Lwowska Brygada Piechoty została wcielona do 5 Kresowej Dywizji Piechoty.
2 kwietnia batalion wyruszył do nowego miejsca postoju w okolice Kirkuku, Pełnił tam służbę wartowniczą przy rurociągu, oraz patrolował rejon przygraniczny. Ponadto w dalszym ciągu prowadzono ostre strzelania oraz treningi taktyczne.
4 czerwca 5 Kresową Dywizję Piechoty wizytował Naczelny Wódz gen. Władysław Sikorski. W tym dniu przeprowadził przegląd wojsk. Wieczorem uczestniczył w ognisku żołnierskim. W dniach 7–8 czerwca obserwował wielkie 48 godzinne manewry.
6 sierpnia 1943 dowódca 6 Lwowskiej BP płk dypl. Klemens Rudnicki omówił z oficerami przejazd do Palestyny. 9 sierpnia o 5:00 kolumna samochodów prowadzona przez jadącego w samochodzie dowodzenia majora Mieczysława Baczkowskiego ruszyła do Palestyny. Marsz przebiegał przez Kirkuk, Bagdad, Wadi-Muhadi, Ar-Rutbę. Po 7 dniach osiągnięto Mughazi Camp.

## Działania batalionu
Batalion brał udział w kampanii włoskiej. Walczył pod Monte Cassino. W kampanii włoskiej poległo 173 oficerów i żołnierzy.
Po wojnie batalion, będąc w składzie wojsk okupacyjnych, pełnił między innymi służbę wartowniczą. W lutym 1946 ochraniał obiekty wojskowe i komunikacyjne w rejonie Mestre.
|  |  |  |  |

## Strzelcy lwowscy
Dowódca batalionu
- ppłk dypl. Andrzej Hytroś (do II 1944)
- mjr / ppłk Mieczysław Anzelm Baczkowski[7]. (do 10 I 1945 → zastępca dowódcy 4 BP)
- kpt./mjr Ludwik Kordas (24 XII 1944 – VIII 1945)[8]
- p.o. kpt. dypl. Felicjan Pawlak (15 I – 10 II, 14 -19 III, 23 III – 17 IV 1945)[9][10]
- mjr dypl. Stanisław Orłowski (od VIII 1945)[11]

Zastępcy dowódcy batalionu
- kpt. Wacław Kwiatkowski (do 17 V 1944)
- mjr dypl. Stanisław Tomaszewski (17 V – 4 VII 1944)[10]
- kpt. Kasper Ślepokura (4 – 26 VII 1944)[10]
- kpt. Ksawery Wojciechowski (30 VII 1944 -)[10]
- kpt./mjr dypl. Felicjan Pawlak (15 I – 4 VIII 1945)[12]

Kapelan – ks. kpl. Łucjan Łuszczki
Obsada ważniejszych stanowisk w czasie pobytu w Iraku
- dowódca – ppłk dypl. Andrzej Hytroś
- l adiutant – por. Jerzy Pałuski
- 2 adiutant – por. Tadeusz Dyderski
- szef sztabu – mjr Mieczysław Anzelm Baczkowski
- kwatermistrz – mjr Ludwik Henryk Wilczyński
- dowódca 1 kompanii – kpt. Aleksander Matusiewicz
- dowódca 2 kompanii – kpt. Józef Cader
- dowódca 3 kompanii – kpt. Michał Pieślak
- dowódca plutonu sztabowego – por. Jan Malinowski

## Symbole batalionu
Sztandar
Batalion otrzymał sztandar 14 maja 1972. Wręczał go gen. Klemens Rudnicki.
Odznaka
Odznaka specjalna: wykonana z białego oksydowanego metalu o wymiarach 21 × 18 mm. Na ażurowej tarczy, lew trzymający koło zębate; jedną łapę opiera na plakietce z cyfrą „17”. Nakładana na patki koloru granatowego z żółtą wypustką. Zatwierdzona rozkazem dowódcy 2 Korpusu nr 2 z 4 stycznia 1946 roku.
Batalion posiadał własny marsz.
Święto batalionowe obchodzono 17 maja.